# August Meissner
August Ernst Hermann Bernhard Meissner, född den 7 mars 1833 i Grabow, Mecklenburg-Schwerin, död den 13 september 1903, var en tysk-svensk tonsättare, dirigent och cellist.
Meissner var lärjunge till Friedrich Grützmacher och Friedrich August Kummer. Han var cellist i Königsberg, därefter i Josef Czapeks orkester i Göteborg 1855–1860, kapellmästare vid Nya teatern i Helsingfors 1860–1868 och vid Berns salonger 1869–1903. Han komponerade bland annat orkesterpotpurrier. Den 20 maj 1875 invaldes han som utländsk ledamot nr 169 av Kungliga Musikaliska Akademien och blev svensk ledamot nr 456 år 1877. Han tilldelades Litteris et Artibus 1892. August Meissner var far till Hjalmar Meissner.